# Александар Милосављевић
Александар Милосављевић (Београд, 1958) је српски позоришни критичар и делатник.

## Биографија
Након студија на Филолошком и Филозофском факултету у Београду, дипломирао је Менаџмент у медијима на Факултету за Менаџмент (ФАМ) у Новом Саду (2008).
Од 1986. пише позоришну критику и театролошке есеје за водеће новине, недељнике, часописе, тв и радио станице у Србији и некадашњој Југославији.
Био је селектор, уметнички директор и члан жирија многих домаћих и иностраних позоришних фестивала.
У Српском народном позоришту је био управник, директор драме и уметнички директор, а радио је и у Народном позоришту у Суботици (мађ. Népszínház Subotica).

## Позоришна периодика
- Уређивао је поједине позоришне листове, неке је и основао је и био члан следећих редакција:

Лудус, Сцена, Театрон, Повеља, Међучин, Позориште;
- Приредио је специјалан број Ревије UNESCO посвећен позоришту у Југославији, такође је дао доприносе Великој светској театарској енциклопедији.
- Аутор је текстова о домаћој драми и позоришту и објављених у иностраним публикацијама.
- Сарадник је БИТЕФ-а, РТС-а, Стеријиног позорја, Југословенског позоришног фестивала, Ужице, Међународног фестивала позоришта за децу у Котору и других.

## Приређивачки и драматуршки рад
Приредио је неколико монографија и зборника. између осталог и Монографију о Марији Црнобори, 1995.

## Награде и признања
Добитник је: награде Златно перо ТАНЈУГ-а за најбољу критику представе с БИТЕФ-а, Стеријине награде за позоришну критику и часописа „Венац” за есеј.